# Tatawin
Tatawin (arab. ‏تطاوين‎, Taṭāwīn; fr. Tataouine) – miasto w Tunezji, ośrodek administracyjny gubernatorstwa Tatawin, 531 km od Tunisu.
Miasto słynne jest z okolicznych ksarów, a zwłaszcza Ksar Aulad Sultan, Szanini i Duwajrat, gdzie w opuszczonych osiedlach znajdują się malownicze spichlerze z XV i XVI wieku. Z uwagi na źródła wody pitnej miejsce to miało znaczenie strategiczne i w okresie kolonizacji francuskiej stacjonował tu oddział wojska, a samo miasto zyskało nazwę bramy na pustynię (fr. porte du désert).
Sławę temu miejscu przyniósł plener do filmu Gwiezdne wojny George’a Lucasa, gdzie samo miasto użyczyło swojej nazwy pustynnej planecie Tatooine, a okoliczne ksary Aulad Sultan i Haddada posłużyły później jako plener do kolejnego filmu z cyklu – Gwiezdne wojny: część I – Mroczne widmo. Miasto pojawiło się też jako „Foum Tataouine” w filmie Z Archiwum X, gdzie umiejscowiono laboratorium obcych.
27 czerwca 1931 spadł tu meteoryt należący do achondrytów, z którego zebrano 12 kg odłamków.

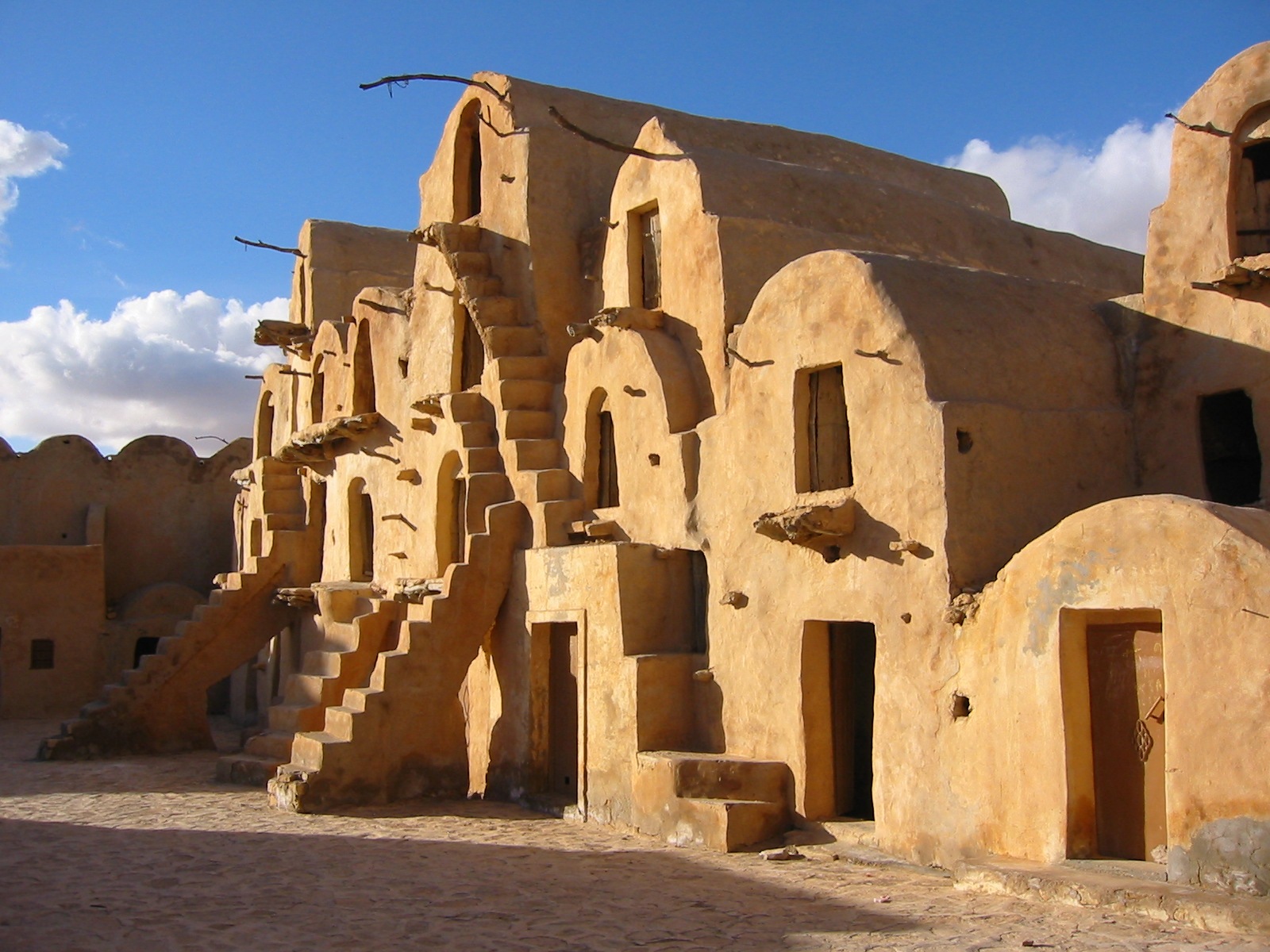
Kasr Aulad Sultan